# Молина, Давид
Давид Алехандро Молина Гуэрра (исп. David Alejandro Molina Guerra; 14 марта 1988, Тегусигальпа) — гондурасский футболист, защитник.

## Карьера
С юниорского возраста выступал за команду «Мотагуа». На взрослом уровне защитник провел всю карьеру в ней, сыграв в чемпионате Гондураса 100 матчей. Причем в сезоне 2011/12 Молина принял участие во всех ее встречах, получив от болельщиков прозвище «Железный человек» He retired in 2013, at the age of 26, due to an injury to his right knee</ref>. В 2013 году из-за травмы правого колена был вынужден завершить свою карьеру.

### В сборной
Давид Молино выступал за различные национальные команды страны. В 2008 году в составе молодежной сборной Гондураса он одержал победу на квалификационным олимпийском турнире КОНКАКАФ. Летом он принял участие в самих Олимпийских играх в Пекине.
22 мая 2008 года дебютировал за основную сборную Гондураса в победном товарищеском матче против Белиза (2:0). Всего за «катрачос» провел две игры.

## Достижения
- Бронзовый призер Золотого кубка КОНКАКАФ (1): 2009.
- Обладатель Кубка Чемпионов Центральной Америки (1): 2007.
- Чемпионат Гондураса по футболу (1): 2007 (Апертура), 2011 (Клаусура).

## Дальнейшая судьба
Завершив играть, Молина вместе со своей семьей переехал жить в США. По данным на 2020 год экс-футболист владел кровельной кампанией в Атланте и воспитывал пятерых детей.